# Dink, Plovdiv
Dink (în bulgară Динк) este un sat în comuna Marița, regiunea Plovdiv,  Bulgaria. 

## Demografie
Componența etnică a satului Dink
     Romi (1,15%)
     Turci (29,47%)
     Bulgari (67,05%)
     Nicio identificare (2,31%)
La recensământul din 2011, populația satului Dink era de 865 locuitori. Din punct de vedere etnic, majoritatea locuitorilor (67,05%) erau bulgari, existând și minorități de turci (29,47%) și romi (1,15%). Pentru 2,31% din locuitori nu este cunoscută apartenența etnică.